# کارل-هاینتس ووهلفارت

کارل-هاینتس ووهلفارت (به آلمانی: Karl-Heinz Wohlfahrt) بازیکن فوتبال و مدافع اهل آلمان شرقی بود که از سال ۱۹۵۲ میلادی عضو تیم ملی فوتبال آلمان شرقی بوده‌است. وی در ۲ بازی ملی حضور داشته و در بازی‌های ملی‌اش گلی به ثمر نرساند. کارل-هاینتس ووهلفارت آخرین بازی ملی خود را در سال ۱۹۵۲ میلادی انجام داد.